# Иво Славец
Иво Славец — Јокл (Крањ, 1916 — Пшево, 21. јун 1943) учесник Народноослободилачке борбе и народни херој Југославије.

## Биографија
Рођен је 1916. године у Стружеву, код Крања. Славец се нашао 1941. године у редовима Ослободилачког фронта Словеније. Из Стружева он је прешао у место Стари Трг код Ложа где је наставио своје политичке активности. Године 1942. постао је један од најхрабријих бораца Раковске партизанске чете. Највише се показао током италијанске офанзиве да партизанске снаге током 1942. Након офанзиве Иво је постао командант батаљона у Лошком партизанском одреду. У Лошкој Долини, код Бабне Полице био је тешко рањен.
Децембра 1942. године његова команда га упућује у Горењску да се опорави. Тамо је активно обављао своје политичке активности. Као илегалац он одлази у Крањ, организује омладину и припрема их за борбу. Славец је постављен за секретара Овласног комитета Партије за Крањ. Чак и сметњом окупаторском терору, он је развијао сестрану политичку активност.
Године 1943. сазвао је састанак партиских активиста у околини Крања. Током конференције која је трајала два дана, Немци су успели да изврше напад. Иво је некако успео да се са активистима пробије из обруча. Датума 21. јуна 1943. године сазвао је састанак Месног одбора Ослободилачког фронта у Крању, Немци су га напали и убили у Пшеву, код Јаворника. За народног хероја је проглашен 27. новембра 1953.